# 할라인

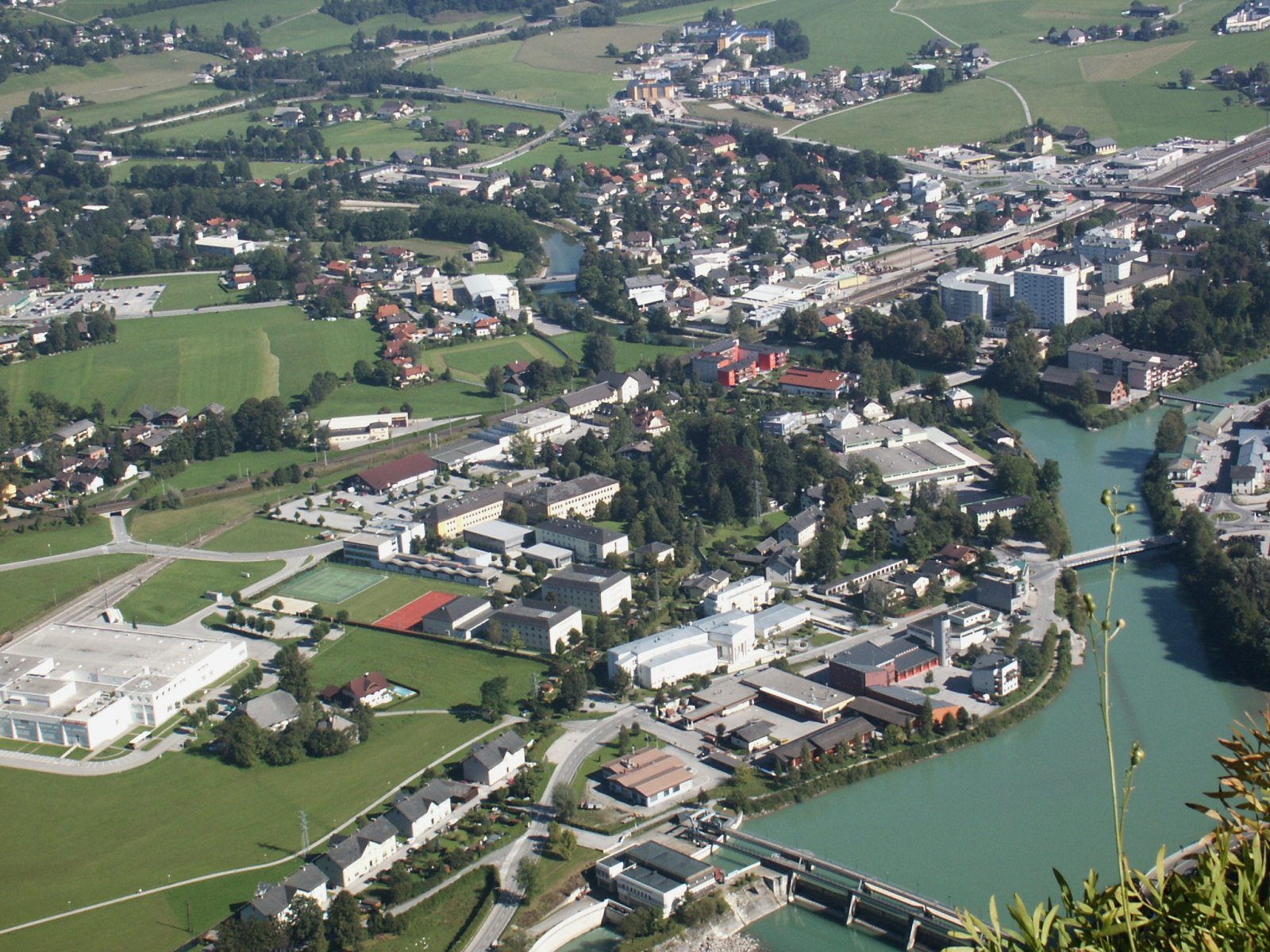
할라인

할라인(독일어: Hallein)은 오스트리아 잘츠부르크주에 위치한 도시로, 면적은 26.98 km2, 높이는 447 m, 인구는 20,022명(2012년 기준), 인구 밀도는 740명/km2이며 잘츠부르크 주에서 2번째로 큰 도시이다. 독일 국경과 가까운 편이며 시내에는 잘차흐강이 흐른다. 뒤어른베르크(Dürrnberg) 고원에 있는 소금 광산으로 널리 알려졌으며 도시 이름도 그리스어와 켈트어로 "소금"을 뜻하는 단어인 "할"(hal)에서 유래된 이름이다.

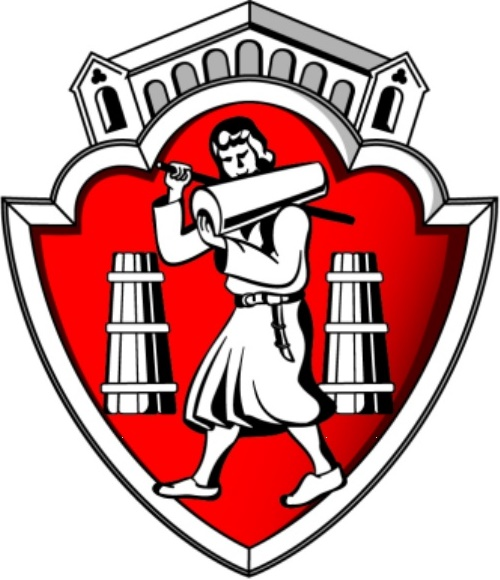
시 문장